# Rittergut Brokeloh

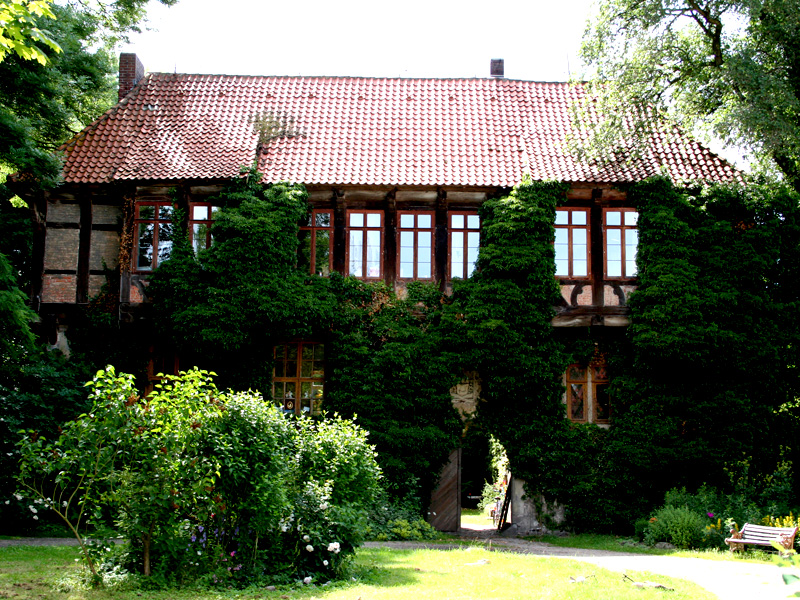
Der Schlossbau des Ritterguts Brokeloh (2012)

Das Rittergut Brokeloh befindet sich in Brokeloh in Niedersachsen. 

## Beschreibung
Das Schloss als zentraler Teil des Ritterguts ist eine Vierflügelanlage. Es besteht aus einem Wohngebäude, das im Erdgeschoss starke Mauern und im Obergeschoss einen Fachwerkaufbau aufweist. Neben dem Wohngebäude umschließen drei Gebäudeflügel aus Fachwerk einen etwa 15 × 10 Meter großen Innenhof. Früher umgab den Gebäudekomplex ein doppelter Wassergraben.

## Geschichte
1545 errichtete Clamor von Münchhausen eine Wasserburg in Brokeloh, wo er sich an schwer zugänglicher Stelle im Moor vor den Gefahren eines Kriegszugs sicher fühlte. Beim Bau verwendete er Steine des Stammsitzes des Geschlechts in Munichehausen. Sein Sohn Erich-Hans von Münchhausen vollendete um 1600 das Bauwerk. 1602 geriet er in Konkurs und musste den Besitz verkaufen. Langjährige Prozesse, unter anderem mit dem Kloster Loccum, hatten sein Vermögen verschlungen.

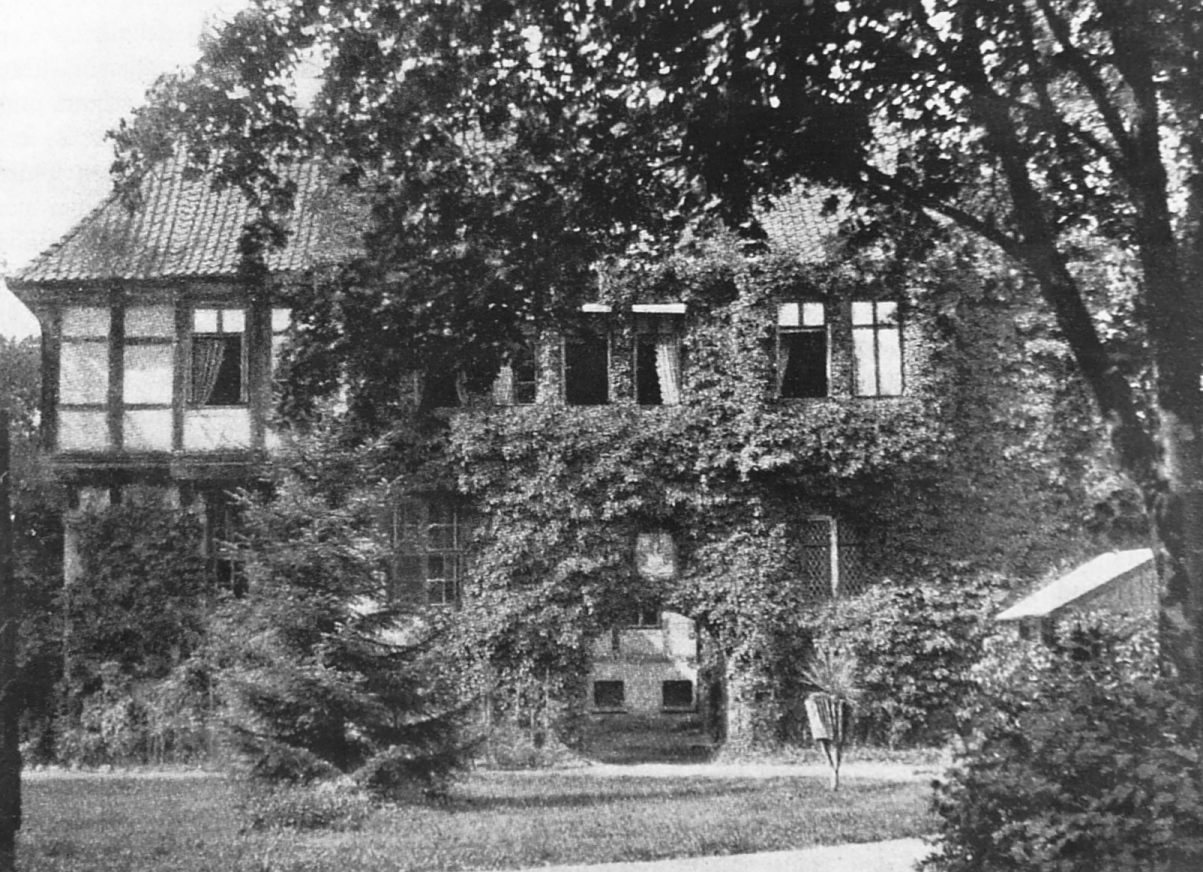
Der Schlossbau um 1912

Käufer war Oberst Otto Plato von Helversen, der 1616 mit dem Gut belehnt wurde. Mitte des 17. Jahrhunderts kam es durch Erbgang an die verschwägerte Familie von Roth, von dieser 1725 an Oberst Dietrich August von Adelebsen. Er trennte sich bald von diesem Besitz und fand 1734 in dem Amtmann Christian Eberhard Niemeyer einen Käufer, der für Schloss Brokeloh eine bis heute anhaltende Ära einleitete. Zwar gehörte das Gut eine Zeit lang mehreren Nachkommen zu ideellen Anteilen, aber 1858 konnte es Friedrich August Wilhelm Niemeyer durch Erbschaft und Ankauf in seiner Hand vereinigen. Der heutige Eigentümer Carsten Niemeyer hat das Anwesen von seinem Großvater Erich Niemeyer 1982 verpachtet geerbt und bewirtschaftet es seit 1986 selbst.
Seit 2004 findet jährlich auf 60 Hektar Fläche um das Rittergut das Live-Rollenspiel Conquest of Mythodea statt, an dem sich bis 8000 Fantasy-Rollenspiel-Fans aus Europa und weiteren Ländern beteiligen.